# OpenTV
Die OpenTV Corporation ist einer der global führenden Anbieter von Technologien und Dienstleistungen für die Auslieferung von digitalem und interaktivem Fernsehen. Der Firmensitz ist San Francisco, USA. Am 26. März 2010 wurde OpenTV vollständig von der NAGRA Kudelski Group übernommen.
OpenTV ist ein Dienstleister, der seine Dienste und Software Fernsehsendern und Unternehmen zur Verfügung stellt und deren unterschiedliche Ansprüche und Vorstellungen mit der umfangreichen Unternehmenstechnologie implementiert. Die Technologie und Software von OpenTV ist weltweit in 96 Ländern und fast 60 Millionen digitalen Set-Top Boxen eingesetzt. Die von OpenTV angebotenen Funktionalitäten umfassen unter anderem das Interaktive Fernsehen mit Diensten wie interaktivem Shopping, interaktiver und kundenspezifisch adressierbarer Werbung, Spielen und Informationsdiensten. Beispielsweise gibt es die Möglichkeit personalisierter Videoaufzeichnungen (PVR) und eine Reihe von weiteren Applikationen zur Ausstrahlung von Diensten, Kommunikation mit den Benutzern und zur Kundenbetreuung.

## OpenTV Core Middleware™

### Entwicklung von OpenTV
OpenTV ist 1996 in den digitalen Fernsehmarkt eingetreten. Seitdem hat sich die OpenTV-Middleware™ als meistverbreitete Set-Top-Box-Software (Middleware) für digitale TV-Dienste etabliert. Sie ist gleichzeitig der Grundstock zur Lieferung erweiterter digitaler TV-Dienste von OpenTV. Seit dem Markteintritt 1996 wurde der Leistungsumfang von OpenTV stets erweitert. Neueste hinzugekommene Features sind beispielsweise aktuelle Entwicklungen wie Internet Protocol Television (IPTV), Personal Video Recorder (PVR) 2.0 / Digital Video Recorder (DVR) oder High Definition TV (HDTV).

### Unterstützung von Industriestandards
Bei der Entwicklung von digitalem Broadcasting haben sich verschiedene voneinander unabhängige Technologien und Standards entwickelt. OpenTV ermöglicht es durch den speziellen Aufbau des Middleware™ Core, verschiedene Technologien und Standards für eigene Dienste einzusetzen. Es werden Standards wie DVB, MPEG, ATSC, HTML, JavaScript, Java, MHP, HTTP und SSL unterstützt. Außerdem werden die digitalen Standards für Service- und Programminformationen MPEG PSI und DVB-SI unterstützt.

### Middleware™ Architektur
Der OpenTV Core besteht aus einem kompakten und modularen Aufbau. Dies ermöglicht eine schnelle Anpassung an den Kunden und leichten Einsatz erweiterter digitaler TV-Dienste. Der modulare Softwarekern kann mit verschiedenen Erweiterungen verknüpft werden. Außerdem setzt der OpenTV-Kern auf die Hardware unterschiedlicher Set-Top-Box-Modelle auf und kann so jedem möglichen Kunden gerecht werden. Auf den Kern, der abwärts gerichtet mit der Set-Top-Box-Hardware kommuniziert, setzen nach oben hin die verschiedenen Applikationsumgebungen auf. Damit können die digitalen Services unabhängig auf verschiedenen Hardwareplattformen eingesetzt werden, da sie direkt auf den OpenTV Core aufsetzen und nicht direkt auf der jeweiligen Hardware.

### Grundeigenschaften
Wie bereits einleitend erläutert, ist der OpenTV Core modular, erweiterbar und kompakt aufgebaut. Dies sind jedoch nicht alle Eigenschaften des Kerns. Um Persistenz und Langlebigkeit zu erreichen, hält sich OpenTV an die internationalen TV-Industriestandards und beinhaltet eine Zusammenstellung von verschiedenen TV Libraries, Erweiterungen und Applikationsumgebungen. Die verschiedenen Libraries ermöglichen dabei die Grundfunktionalitäten für stabile digitale TV-Dienste. Die Erweiterungen und Applikationsumgebungen ermöglichen die Flexibilität, Features und Funktionen nach Bedarf jederzeit zu ergänzen.
Die Möglichkeit, gleiche Services und gleiche Middleware auf verschiedener Set-Top-Box-Hardware einzusetzen, spart bei der Programmierung Aufwand und Zeit. Daher werden auch in gemischten Set-Top-Box-Hardwareumgebungen keine unterschiedlichen Softwareversionen der jeweiligen Applikationen benötigt. Deshalb müssen wiederum die OpenTV-Applikationen nicht für jede Hardwareplattform extra ausgestrahlt werden, was zusätzlich Bandbreite einspart.
Die Rückwärtskompatibilität zu älteren OpenTV-Middleware™-Versionen ermöglicht Netzwerkbetreibern, Applikationen und Dienste auf die neusten Versionen Schritt für Schritt umzustellen. Außerdem wird dynamischer Download unterstützt. Libraries, Erweiterungen und Applikationen können in Modulen nach Netzkapazität dynamisch beziehungsweise „on demand“ heruntergeladen werden. Daher wird der Speicher nicht übermäßig belastet und die Einbindung neuer Funktionalitäten, Erweiterung oder Wartung kann schnell und einfach durchgeführt werden.
Audio- und Video-Streaming wird ebenfalls unterstützt. Spezielle Libraries ermöglichen die Decodierung des empfangenen Datenstroms wie mit Hilfe von MPEG-Videodecodern. Das beinhaltet auch die Unterstützung von skalierter oder positionierter MPEG-Videoanzeige, weiterer Bildebenen und applikationsbasierter Lautstärkeregelung.
Hinsichtlich der Sicherheit gibt es verschiedene Mechanismen. Empfangene Programme und Dienste können nur von autorisierten Empfängern und Hardware empfangen werden. Geschützter Inhalt kann nicht unerlaubt kopiert oder verwendet werden. Heruntergeladene Module und Updates werden erst nach Authentizitätsprüfung ausgeführt. Spezielle Services und Libraries sind für das Digital Rights Management und die Ver- und Entschlüsselung zuständig.

### Erweiterungen
Neben den beschriebenen Grundeigenschaften der OpenTV Middleware™ können weitere Funktionen zum OpenTV Core hinzugefügt werden. Die Erweiterungen sind nichts anderes als optionale Libraries. Erweiterungen können beispielsweise eingebunden werden, um der Zielhardware oder deren Leistungsumfang zu entsprechen. Um effizient eingesetzt zu werden, ermöglicht OpenTV Middleware™, Pakete entsprechend der Hardware zu ergänzen oder zu löschen. Somit werden keine unnötigen Speicherkapazitäten verbraucht. Weiterhin gibt es eine Reihe von optionalen Erweiterungen wie zum Beispiel OpenTV Measure.

### Applikations-/Ausführungsumgebungen

#### OpenTV Virtual Machine (OVM)
Die OpenTV Virtual Machine ist eine Abstraktionsschicht über dem OpenTV-Betriebssystem und der darunter liegenden Set-Top-Box-Hardware. OpenTV-Applikationen sind in ANSI C geschrieben. Den kompilierten Quellcode nennt man O-code. Die O-code-Applikationen laufen dann auf einer allgemeinen virtuellen Set-Top-Box, die nur softwaremäßig implementiert ist, und werden von der OpenTV Runtime interpretiert.
Zur Kompilierung und Ausführung gibt es zwei Varianten:
- a) In der Applikationsschicht mit Hilfe der OpenTV O-code Virtual Machine (OVM) und standardbasierter optionaler zusätzlicher Ausführungsumgebungen
- b) In der Hardwareschicht durch Abstraktion der Treiberfunktionalitäten mit Hilfe der OpenTV Libraries.

#### OpenTV HTML Package
Mit Hilfe des OpenTV HTML Package wird es ermöglicht, für TV geschriebenen HTML- und JavaScript-Code interpretieren zu lassen. Damit wird Webbrowsing in Zusammenhang mit einer Browser-Komponente auf der Set-Top-Box ermöglicht. Dienstbetreiber können mit Hilfe einer Authoring-Umgebung existierenden HTML- und JavaScript-Code für das Internet auf die Basis für Interaktives Fernsehen migrieren. Zusätzlich kann der Betreiber maßgeschneiderte und mit Markenzeichen versehene Benutzerschnittstellen für das Websurfen bereitstellen (z. B. mit eigenem Logo). Die Daten werden entweder als Teil des Broadcastsignals empfangen oder über den Rückkanal gesendet. Für die Visualisierung des Webinhalts stehen 16 Bit Farben (65536) zur Verfügung. Virtuelle Anwendungen können erzeugt werden, indem übliche Webtechnologien verwendet werden, die dynamisch den Inhalt aus HTML und JavaScript generieren.
Das OpenTV-HTML-Paket unterstützt weiterhin eine zentrierte TV-Anzeige, eine Media-Stream-Kontrolle, einen TV Media Handler mit Fensterpositionierung (z. B. bei Videoskalierung), Unterstützung von PNG-, GIF-, JPEG- und XBM-Bildern, HTML 4.0, CSS 1.0 (und absolute Positionierung von CSS 2.0), JavaScript 1.3, DOM Level 1, SSL 2.0 und SSL 3.0 und ETSI TS 102 330.

#### OpenTV MHP Package
Das OpenTV MHP (Multimedia Home Platform) Package ist eine voll MHP-konforme Erweiterung zum OpenTV Middleware™ Core. Dieses Package wurde in Zusammenarbeit mit Alticast entwickelt. Das MHP Package bietet den Betreibern des Dienstes den Vorteil, dass MHP verträglich mit OpenTV O-code-Applikationen auf einer Set-Top-Box verwendet werden kann. Die MHP-Komponente kann verschiedene Services der OpenTV Middleware™ verwenden (beispielsweise Audio/Video-Bearbeitung, OSD, PVR/DVR, Rückkanal etc.).

#### OpenTV Bluestack Package for Flash
Dieses Erweiterungspaket ermöglicht es Betreibern, Flashinhalte über eine Ausführungsumgebung anzubieten. Somit können vom Anbieter auch komplexe Flashanwendungen angeboten werden. Diese Flashanwendungen werden dann mit Flash-Entwicklungstools für TV erstellt und geauthort. Mögliche Anwendungsbereiche sind verbesserte Bildschirmanzeigen, Navigation, Grafiken und Animationen.

#### Digital Rights Management und Bedingter Zugang (CA)
Bedingter Zugang (CA) und Digital Rights Management (DRM) wird bei OpenTV mit Hilfe von Partner Libraries realisiert. Es gibt weiterhin optionale Erweiterungen, um der Übertragung von geschützten Inhalten im Netzwerk eine sichere Basis zu bieten. OpenTV unterstützt Händler und Inhaltsanbieter mit den Lösungen den Schutz hinsichtlich CA und DRM zu maximieren. Entsprechende IP-Set-Top-Boxen mit einem speziellen CA/DRM-Client sind bereits im Einsatz (zum Beispiel das Encryptonite System™ von SecureMedia in der SV-500 Set-Top-Box).

### Core 2.0

#### Grundeigenschaften
Der Core 2.0 ist die neueste Version des OpenTV Set-Top Box-Middleware™-Kerns und bietet standardmäßig eine Reihe von neuen Eigenschaften und eine verbesserte Speicherarchitektur. Der Support für den Personal Video Recorder (PVR) ist im Core 2.0 bereits direkt integriert. Hardwareseitig werden neue Set-Top-Box-Typen, die mit mehreren Tunern und Dekodern ausgestattet sind, unterstützt. Die Möglichkeit der Nutzung von Heimnetzwerken, High Definition Television (HDTV) und Anschluss externer Speichermedien (z. B. Festplatten) ist ebenfalls integriert. Der Core 2.0 ist, wie die vorherige Version auch, vollständig rückwärtskompatibel zu allen älteren O-code-Applikationen und -erweiterungen.

#### Speicherarchitektur
Die neue Speicherarchitektur nennt sich OpenTV Multi-Pipe-Mass-Storage-(MPMS)-Architektur. Jedes Event wird in die entsprechende Pipeline eingereiht und nacheinander abgearbeitet. Es existieren mehrere Pipelines parallel. Somit können spezielle Dienste die Ablaufsteuerung und Kontrolle der Datenströme übernehmen. Damit ist es nun möglich, Datenströme verschiedener Quellen (Tuner, Festplatte etc.) gleichzeitig wiederum unterschiedlichen Zielen (z. B. Festplatte, TV etc.) zuzuleiten. Durch MPMS werden also unter anderem gleichzeitige Zuschauer-/Benutzungsaktivitäten ermöglicht. Es kann eine Sendung aufgezeichnet und zur gleichen Zeit zurückgesprungen und die Sendung angesehen werden. Oder aber eine Aufzeichnung wird angesehen und parallel dazu eine Live-Sendung. Damit wird beispielsweise der PVR flexibler. Während der Aufzeichnung können andere Programme problemlos angeschaut werden. Die Set-Top-Box kann grundsätzlich parallel mehrere Programme und On Screen Displays (OSD) anzeigen. Das ist natürlich auch abhängig von der verwendeten Set-Top-Box. 
Mit Hilfe des integrierten Multi Stream Support können alle gesendeten Datenstromtypen empfangen und unabhängig voneinander verwendet werden. Die dynamische Pipeline-Definition, wo die unterstützten Datenstromtypen sowie zugehörige Quellen und Ziele definiert sind, kann stets erweitert werden. So können neue Datenstromtypen, Quellen oder Ziele ständig ergänzt und anschließend sofort verwendet werden (z. B. Unterstützung von USB 2.0, FireWire, DVD oder externe Festplatten).

#### PVR 2.0/DVR
OpenTV PVR 2.0 ist ein zusätzliches Paket auf Basis von OpenTV Core 2.0. Der Unterhaltungsindustrie und den Inhaltsanbietern wird die Möglichkeit einer umfassenden Personal-Videorecorder-/Digital-Videorecorder-Lösung angeboten. Mit der Core Version 2.0 wird eine Reihe von neuen Funktionen unterstützt.
- Programmierung mit Hilfe des Electronic Program Guide (EPG)
- Pause von Live-Sendungen und anschließend weiterschauen
- Während der Wiedergabe ruckelfreies Vor- und Rückspulen
- Aufnahme von zwei Programmen und gleichzeitiges Ansehen anderer Programme
- Lesezeichen in aufgezeichnetem Material anlegen
- Aufnahme von Untertiteln und Teletext zusätzlich zum Programm
- Metadateneingabe zu aufgezeichneten Programmen
- Überspringen von Werbung
- Aufzeichnung bis zu 120 Stunden
- Rechtemanagement
- u. v. m.

Je nach Anbieter des Dienstes können dann bestimmte Funktionen genutzt werden. Bei einem amerikanischen Anbieter kann man beispielsweise bei einem American-Football-Spiel auch nach der Aufzeichnung noch das Spiel aus mehreren Kameraperspektiven ansehen. Auch gezieltes Springen zu bestimmten Szenen wie „bester Schuß“ oder „weitester Schuß“ ist möglich.

#### IPTV
Internet Protocol Television (IPTV) ist ebenfalls eine Übertragungstechnik, die seit dem OpenTV Core 2.0 unterstützt wird. Damit wird IP-Netzwerkbetreibern und Betreibern von Kabel-, Satellit-, Telekommunikations- und Digitalfunknetzwerken ermöglicht, zum Beispiel Pay-TV-Dienste über IP-Netzwerke anzubieten. Die OpenTV Middleware™ wird um die Funktionen erweitert, die Netzwerkbetreiber zum Angebot von IPTV-Dienstleistungen über herkömmliche oder Hybrid-Breitband-IP-Netzwerke benötigen.
Mit einer IP-fähigen Set-Top-Box können Dienste wie Pay-Per-View, Video on Demand, Dienste für den Personal-Videorecorder und andere interaktive Applikationen über ein geschlossenes Zweiwege-IP-Breitbandnetz empfangen werden.
Entsprechend der Datengeschwindigkeit des Benutzers können verschiedene Qualitäten angeboten werden (DSL, Kabelmodem etc.). IPTV unterstützt sowohl Standard Definition TV (SDTV), als auch High Definition TV (HDTV). Außerdem ist IPTV nicht an einen bestimmten Standard wie MPEG-2 oder MPEG-4 gebunden, wie bei der herkömmlichen Übertragung via DVB oder UMTS.

#### HDTV
Um den digitalen Standard für hochqualitatives Digitalfernsehen gerecht zu werden, unterstützt OpenTV mit seinem Core 2.0 auch die neuesten Standards. Im Hinblick auf Video werden MPEG-2 HL und MPEG-4 AVC unterstützt. In Abhängigkeit von der Set-Top-Box-Hardware kann hier noch in jeweils zwei Qualitäten unterschieden werden. Zum einen die hohe Qualität High Definition (HD) und zum anderen die digitale Standardqualität Standard Definition (SD). In Hinblick auf Audio wird mit der HDTV Extension AC3 unterstützt. Enhanced AC3 und ACC sind für die nächste Release-Version des OpenTV Core 2.0 vorgesehen.
Um die Qualität bei der Datenübertragung zu erhalten, insbesondere für HDTV, wird ab Core 2.0 die HDMI-Schnittstelle unterstützt. Dadurch ist kein Qualitätsverlust durch Digital-Analog- oder Analog-Digital-Wandlung mehr möglich. Außerdem ist es mit Hilfe der HDMI-Schnittstelle eine höhere Bandbreite möglich, als mit vorherigen Schnittstellen. Für die Realisierung eines Kopierschutzes für die digitalen Daten unterstützt OpenTV Core 2.0 HDCP. Bei beidseitiger Implementierung (Sender- und Empfängerhardware) ist keine unerlaubte Kopie der Daten von HDMI- oder DVI-Schnittstellen mehr möglich.
In Zusammenhang mit HDTV wird weiterhin eine neue Modulationsart (DVB-S2) für DVB über Satellit unterstützt. Mit DVB-S2 können ebenfalls sowohl High Definition (HD) als auch Standard Definition (SD) übertragen werden. Der größte Vorteil von DVB-S2 ist, dass im Vergleich zu DVB-S circa 30 Prozent mehr Bandbreite zur Verfügung steht.
Ein großer europäischer Anwender der OpenTV-HDTV-Lösung und Vorreiter auf dem europäischen HDTV-Markt ist TPS. Das französische Unternehmen hat OpenTV für die Implementierung einer neuen Set-Top-Box-Plattform ausgewählt. TPS wird mit Hilfe von OpenTV in Kürze seine HDTV-Ausstrahlung über Satellit in Frankreich vornehmen.

## OpenTV Browser
OpenTV Device Mosaic™ ist eine spezielle Browsingkomponente, mit der es Anbietern ermöglicht wird, den Benutzern von digitalem interaktiven TV HTML-Inhalte zur Verfügung zu stellen. Die Benutzer können den OpenTV-Browser verwenden, wie man es von PCs oder mobilen Geräten wie Handhelds oder Handys mit Internet- beziehungsweise WAP-Anbindung kennt. OpenTV-Integrated-Browser™ ist die für den japanischen Markt optimierte Variante von Mosaic™. 
Der OpenTV-Browser wird in aktuellen Implementierungen bereits millionenfach verwendet, unter anderem von bekannten Firmen wie Sony und Motorola. Diese verwenden Mosaic™, um ihre Dienste über Set-Top-Boxen anzubieten. Ein großer Vorteil ist, dass der OpenTV-Browser vollständig an die Wünsche des Kunden anpassbar ist und gängige Standards für Webbrowser unterstützt werden. Die von OpenTV unterstützten technischen Standards sind HTML 4.0, CSS, ECMAScript, pJava, SSL und ATVEF.
Beiden OpenTV-Browservarianten zeichnen sich durch die erläuterte Konformität zu vorhandenen Standards, Schnelligkeit, Anpassbarkeit an Kunden- und Diensteanbieterwünschen und Flexibilität (zum Beispiel Unterstützung und Überbrückung unterschiedlicher CPU-Geschwindigkeiten, unterschiedlicher Übertragungsraten im Netzwerk und diversem Inhaltsangebot) aus.

## OpenTV Participate™
OpenTV Participate™ ist Produkt für die interaktive Einbeziehung des Publikums und Nutzern von digitalen TV-Diensten. Mit dieser Ende-zu-Ende-Lösung wird Dienstanbietern die plattformunabhängige Integration von Zuschauern ermöglicht sowie Echtzeitmanagement massenhafter Benutzerbeteiligung in Zusammenhang mit Live- oder vorproduziertem Sendungsangebot. Das Management von vielfachen, gleichzeitigen, geplanten oder ungeplanten, synchronen oder asynchronen oder auch nur einzelner Benutzerbeteiligungen wird mit OpenTV Participate™ unterstützt.
Ein großer Vorteil ist, dass die vielfältigere interaktive und direkte Einbeziehung des Publikums dazu beitragen kann, das Zielpublikum durch mehr Attraktivität und Beteiligung stärker an den Anbieter zu binden. Dadurch werden natürlich auch die finanziellen Einnahmemöglichkeiten des Anbieters erweitert. Live-Wettbewerbe, Preisrätsel, Ratespiele, Spiele, Auktionen, Abstimmungen, Shopping oder Spendenaktionen sind unter anderem solche interaktive Dienste, die mit Hilfe von OpenTV Participate™ angeboten werden können.
Neben den schon genannten interaktiven Diensten bietet OpenTV Participate™ für den Dienstanbieter Module für detaillierte Live-Statistiken und Kontrolle der interaktiven Applikationen. Die Teilnahme eines Benutzers und sein Verhalten wird für die komplette Zeit seiner Benutzung des Systems aufgezeichnet (nicht nur für die aktuelle Nutzung, sondern für alle Nutzungszeiträume). Somit kann nebenbei das Benutzerverhalten aller Benutzer genau analysiert und ausgewertet werden. Daraufhin kann schnell und flexibel mit Maßnahmen reagiert werden, um das Angebot speziell auf die Benutzer zugeschnitten und maximal attraktiv zu gestalten.

## OpenTV Enterprise Solutions
Die OpenTV Enterprise Solutions bieten den Diensteanbietern nützliche Werkzeuge für Betrieb und Management digitaler und interaktiver Dienste. Das beinhaltet auch die Möglichkeit, E-Commerce-Transaktionen zu sichern (Schutz von Betreiber und Nutzer), interaktive und benutzerorientierte Werbekampagnen richtig zu organisieren und auszustrahlen, sowie Auswertungen des Benutzerverhaltens durchzuführen.
Wie die anderen Komponenten von OpenTV sind auch die Enterprise Solutions erweiterbar, modular, mit Internettechnologien verwendbar und offen für die Verwendung mit den Applikationen anderer Anbieter. Für betriebliche und operative Zwecke des Dienstanbieters gibt es unter anderem Systemlösungen zur Regelung des Datenverkehrs, Datenbanken und Kommunikationssystemen. Damit erhält ein Dienstanbieter, also ein OpenTV-Kunde, ein nahtloses Gesamtpaket. Folgende Produkte zählen zu den „OpenTV Enterprise Solutions“:
OpenTV AccountServerbasiertes Customer Relationship Management, unter anderem anwendbar für Transaktionsdienste wie E-Commerce-Applikationen.
OpenTV AdvertiseGleichzeitige Planung und Organisation kundenspezifischer Werbung in interaktiven Applikationen.
OpenTV AdvisionAnzeigensystem für interaktive und digitale Dienste und Lösung zur Organisation des Datenverkehrs.
OpenTV AutomateOrganisiert die Ausstrahlung von digitalen interaktiven Applikationen über unterschiedliche Ausstrahlungsplattformen.
OpenTV GatewayLösungen mit Hilfe von OpenTV-Übertragungssystemen für die Verbindung von Diensten wie Standard-E-Mail, Chats und kommerziellen Serverdiensten mit den Set-Top-Boxen. Unter anderem wird OpenTV Gateway zur Übersetzung begrenzter Übertragungsprotokolle (z. B. in der Bandbreite begrenzt) wie HTTP oder IMAP benötigt.
OpenTV H2OClient-Server-Lösung für abgespeckte Set-Top-Box-Typen, die zum Beispiel keine eingebetteten Webbrowser unterstützen. OpenTV H2O transformiert HTML und JavaScript-Inhalte zu interaktiven TV-Applikationen der OpenTV Core Middleware.
OpenTV MeasureEingebettete Set-Top-Box-Lösung für die Durchführung von Messungen und Auswertungen des Zuschauer-/Benutzerverhaltens.
OpenTV NotifySende- und Anzeigelösung für Set-Top-Box-Typen ohne ständigen aktiven Rückkanal, etwa zu Aufzeichnungsanfragen.
OpenTV PublisherLösung zur Veröffentlichung und Entwicklung von XML-basierten interaktiven digitalen Applikationen für OpenTV Core Middleware.
OpenTV StreamerInteraktiver Content-Streamer mit der Möglichkeit, mehrere Datenströme einschließlich der dazugehörenden Videodaten gemultiplext zu versenden.
OpenTV ParticipateEine Lösung, die das Publikum interaktiv in das TV-Dienstangebot einbezieht.